# Municipalità locale di Molemole
Molemole è una municipalità locale (in inglese Molemole Local Municipality) appartenente alla municipalità distrettuale di Capricorn della provincia del Limpopo in Sudafrica.
Il suo territorio si estende su una superficie di 3.347 km² ed è suddiviso in 13 circoscrizioni elettorali (wards). Il suo codice di distretto è LIM353.

## Geografia fisica

### Confini
La municipalità locale di Molemole confina a nord con quelle di Makado (Vhembe) e Blouberg, a est con quella di Greater Letaba (Mopani), a sudest con quella di Greater Tzaneen (Mopani), a sud con quella di Polokwane e a ovest con Aganang.

### Città e comuni
- Backer
- Blouhaak
- Bochum
- Botlokwa
- Bylsteel
- Dendron
- Ga-Ramokgopha
- Groot Spelonke
- Kalkbank
- Legkraal
- Manthata
- Mogwadi (Dendron)
- Molemole
- Moletji
- Morebeng (Soekmekaar)
- Munnik
- Rita
- Sekgosese
- Sekhokho
- Soekmekaar
- Thorndale

### Fiumi
- Brakspruit
- Diep
- Dwars
- Hout
- Koperspruit
- Lebjelebore
- Middel Letaba
- Pou
- Sand
- Strydomsloop